# Artiom Ovetxkin
Artiom Serguéievitx Ovetxkin (en rus Артём Сергеевич Овечкин, Berdsk, Óblast de Novossibirsk, Rússia, 11 de juliol de 1986) és un ciclista professional rus, ja retirat, que fou professional del 2009 al 2021.
El juny de 2013 va donar positiu en fenoterol durant els campionats nacionals i va ser suspès durant sis mesos.
Bon rodador, va debutar com a professional el 2009 a l'Equip Katiúixa després d'haver destacat en categories amateurs arreu d'Europa amb el Lokomotiv. En el seu palmarès destaquen cinc edicions del Campionat contrarellotge rus, el 2009, 2015, 2018, 2019 i 2020 i el Tour de Langkawi de 2018.

## Palmarès
- 2007
  - Vencedor de 2 etapes de la Way to Pekin
- 2008
  - 3r al Campionat d'Europa en contrarellotge sub-23
- 2009
  -  Campió de Rússia en contrarellotge
  - 1r al Duo Normand, amb Nikolai Trússov
  - Vencedor de la 5a etapa a la Volta a Tarragona i  1r a la Classificació de la muntanya
- 2010
  - 1r al Duo Normand, amb Alexandru Pliușchin
  -  Vencedor de la Classificació de joves de la Volta a Àustria
- 2015
  -  Campió de Rússia en contrarellotge
- 2018
  -  Campió de Rússia en contrarellotge
  - 1r al Tour d'Antalya i vencedor d'una etapa
  - 1r al Tour de Langkawi i vencedor d'una etapa
  - Vencedor d'una etapa a la Volta a la Xina II
- 2019
  -  Campió de Rússia en contrarellotge
  - Vencedor d'una etapa a la Volta a la Xina II
- 2020
  -  Campió de Rússia en contrarellotge

### Resultats al Giro d'Itàlia
- 2016. 142è de la classificació general